# 순위 학습
순위 학습(Learning to rank) 또는 기계학습 기반 순위매기기(machine-learned ranking, MLR)는 기계 학습을 이용해 순위를 매기는 것이다. 이는 정보 검색 시스템을 위한 순위 모델 구축에 일반적으로 지도 학습, 준지도 학습 또는 강화 학습과 같은 기계 학습을 적용하는 것이다. 예를 들어 훈련 데이터는 각 목록의 항목 사이에 일부 부분 순서가 지정된 항목 목록으로 구성될 수 있다. 이 순서는 일반적으로 각 항목에 대해 숫자 또는 순서 점수 또는 이진 판단(예: "관련 있음" 또는 "관련 없음")을 제공하여 유도된다. 순위 모델을 구성하는 목적은 훈련 데이터의 순위와 유사한 방식으로 새로운, 보이지 않는 목록의 순위를 매기는 것이다.

## 같이 보기
- 삼중항 손실